# J1리그 2022
J1리그 2022는 J1리그의 30번째 시즌이다. 리그 후원 이유로 2022 메이지 야스다 생명 J1리그로 리그를 진행한다. 2022년 시즌 일정은 2022년 2월 19일부터 11월 5일까지 진행하기로 확정되었다. 풀-리그 방식으로 치러진다. 2022년 시즌에 J1리그가 18개팀 체제로 원상복귀하여서 시즌 말에 J1리그 최하위 2팀들이 2023년 시즌 J2리그로 강등되고, 2022년 시즌 J2리그 최상위 2팀들이 2023년 J1리그로 승격될 것이다. 2022년 11월에 J1리그 16위팀과 J2리그 승격PO 승자(3~6위팀들 참가)가 J1리그 16위팀 홈구장에서 단판 경기로 승강플레이오프를 치룰 것이다. 승강 플레이오프 경기는 90분 안에 동점으로 끝나면 연장전 30분이 추가되고 연장전 종료에도 동점이면 승부차기로 승부가 결정될 것이다. 승자는 2023년 J1리그로 승격 또는 잔류하고, 패자는 2023년 J2리그로 강등 또는 잔류할 것이다.

## 참가 팀

### 승격팀과 강등팀
| 순위 | J1리그 2021 시즌에서 강등 |
| ---- | ------------------------- |
| 17위 | 도쿠시마 보르티스         |
| 18위 | 오이타 트리니타           |
| 19위 | 베갈타 센다이             |
| 20위 | 요코하마 FC               |

| 순위          | J2리그 2021 시즌에서 J1리그 2021 시즌으로 승격 |
| ------------- | ---------------------------------------------- |
| 1위(우승팀)   | 주빌로 이와타                                  |
| 2위(준우승팀) | 교토 상가                                      |

2022 시즌 참가팀
| 구단                   | 연고지                                         | 경기장                                                      | 수용인원 | 감독                | 비고             |
| ---------------------- | ---------------------------------------------- | ----------------------------------------------------------- | -------- | ------------------- | ---------------- |
| 가와사키 프론탈레      | 가나가와현, 가와사키시                         | 도도로키 육상 경기장                                        | 27,495   | 오니키 도루         | J1리그 2021 우승 |
| 요코하마 F. 마리노스   | 가나가와현, 요코하마시 & 요코스카시 & 야마토시 | 닛산 스타디움                                               | 72,327   | 케빈 머스캣         | 2위              |
| 비셀 고베              | 효고현, 고베시                                 | 노에비아 스타디움                                           | 34,000   | 미우라 아츠히로     | 3위              |
| 가시마 앤틀러스        | 이바라키현, 가시마시 외 4개 시                 | 가시마 사커 스타디움                                        | 40,728   | 레네 바일러         | 4위              |
| 나고야 그램퍼스        | 아이치현, 나고야시 & 도요타시 & 미요시시       | 도요타 스타디움                                             | 45,000   | 하세가와 겐타       | 5위              |
| 우라와 레드 다이아몬즈 | 사이타마현, 사이타마시                         | 사이타마 스타디움 2002                                      | 63,700   | 리카르도 로드리게스 | 6위              |
| 사간 도스              | 사가현, 도스시                                 | 베스트 아메니티 스타디움                                    | 24,490   | 공석                | 7위              |
| 아비스파 후쿠오카      | 후쿠오카현, 후쿠오카시                         | 베스트 뎅키 스타디움(히가시히라오 공원 하카타노모리 구기장) | 22,563   | 하세베 시게토시     | 8위              |
| FC 도쿄                | 도쿄도                                         | 도쿄 스타디움                                               | 49,970   | 알베르트 푸이그     | 9위              |
| 콘사도레 삿포로        | 홋카이도, 삿포로시                             | 삿포로 돔                                                   | 41,484   | 미하일로 페트로비치 | 10위             |
| 산프레체 히로시마      | 히로시마현, 히로시마시                         | 에디온 스타디움                                             | 50,000   | 미하엘 스키베       | 11위             |
| 세레소 오사카          | 오사카부, 오사카시 & 사카이시                  | 얀마 스타디움                                               | 47,816   | 고기쿠 아키오       | 12위             |
| 감바 오사카            | 오사카부 스이타시 외 6개 시                    | 파나소닉 스타디움                                           | 39,694   | 가타노사카 도모히로 | 13위             |
| 시미즈 에스펄스        | 시즈오카현, 시즈오카시                         | IAI 스타디움                                                | 20,299   | 히라오카 히로아키   | 14위             |
| 가시와 레이솔          | 지바현, 가시와시                               | 히타치 가시와 축구장                                        | 15,349   | 네우시뉴 밥치스타   | 15위             |
| 쇼난 벨마레            | 가나가와현, 히라쓰카시 외 8개 시, 11개 정(町)  | 쇼난 BMW 스타디움 히라쓰카                                  | 15,690   | 야마구치 사토시     | 16위             |
| 주빌로 이와타          | 시즈오카현, 이와타시                           | 야마하 스타디움                                             | 15,165   | 스즈키 마사카즈     | J2리그 2021 우승 |
| 교토 상가              | 교토부, 가메오카                               | 상가 스타디움 바이 교세라                                   | 21,600   | 조귀재              | J2리그 2021 2위  |

### 도도부현별 클럽 수
| # | 도도부현    | 클럽 수 | 클럽 |
| - | ----------- | ------- | --- |
| 1 | 간토 권역   | 7       | 가시마 앤틀러스(이바라키현), 가시와 레이솔(지바현), 가와사키 프론탈레, FC 도쿄(도쿄도 조후시), 쇼난 벨마레, 요코하마 F. 마리노스, 우라와 레즈(사이타마현) |
| 2 | 간사이 권역 | 3       | 빗셀 고베(효고현), 감바 오사카(오사카부 스이타시), 세레소 오사카                                                                                          |
| 3 | 규슈 권역   | 2       | 사간 도스, 아비스파 후쿠오카 |
| 4 | 홋카이도    | 1       | 콘사도레 삿포로 |
| 4 | 시즈오카현  | 2       | 시미즈 S-펄스, 주빌로 이와타 |
| 4 | 교토부      | 1       | 교토 상가 |
| 4 | 아이치현    | 1       | 나고야 그램퍼스 |
| 4 | 히로시마현  | 1       | 산프레체 히로시마 |

## 외국인 선수 명단
- 2021시즌 J1리그에서 등록가능한 외국인 선수의 총수는 무제한이다,[1] 그러나 각 구단은 경기당 최대 5인의 외국인 선수들을 등록할 수 있다. 단, J리그 파트너 국가 소속 외국인 선수들(태국, 베트남, 미얀마, 캄보디아, 싱가포르, 인도네시아, 말레이시아, 카타르)은 이 제한으로부터 면제된다.

| Club                  | Player 1            | Player 2              | Player 3             | Player 4          | Player 5          | Player 6        | Player 7      | Former players |
| --------------------- | ------------------- | --------------------- | -------------------- | ----------------- | ----------------- | --------------- | ------------- | -------------- |
| 콘사도레 삿포로       | 더글라스 올리베이라 | 루카스 페르난데스     | 가브리에우 자비에르  | 밀란 투치치       | 수빠촉 사라찻     |                 |               |                |
| 교토 상가             | 멘지스              | 오리그바조 아스마일라 | 피터 우타카          | 퀜턴 마르티뉘스   | 마이클 와우드     |                 |               |                |
| 가시마 앤틀러스       | 아르투르 카이키     | 부에노                | 지에구 피투카        | 에베라우두        | 주안 알라누       | 김민태          | 권순태        |                |
| 우라와 레드다이아몬즈 | 알렉산더 숄츠       | 카스퍼 융커           | 다비드 모베리 카를손 | 알렉스 스할크     | 브라이언 린선     |                 |               |                |
| 가시와 레이솔         | 더글라스            | 도지                  | 에메르송 산투스      | 마테우스 사비우   | 호드리구 안젤로티 | 김승규          |               |                |
| FC 도쿄               | 아다이우통          | 브루누 우비니         | 지에구 오리베이라    | 레안드루          | 엔히키 트레비잔   | 야쿱 스워빅     |               |                |
| 가와사키 프론탈레     | 제지에우            | 주앙 슈미트           | 레안드루 다미앙      | 마르싱요          | 정성룡            | 차나팁 송끄라신 |               |                |
| 요코하마 F. 마리노스  | 마르쿠스 주니오르   | 에우베르              | 레오 세아라          | 안데르송 로페스   | 에두아르두        |                 |               |                |
| 쇼난 벨마레           | 웰링톤              | 타릭 엘유누시         |                      |                   |                   |                 |               |                |
| 시미즈 S-펄스         | 카를링요스 주니오르 | 치아구 산타나         | 헤네투 아우구스투    | 호나우두          | 바우두            | 벤야민 콜롤리   | 오세훈        |                |
| 나고야 그램퍼스       | 레오 실바           | 치아구 파그누삿       | 마테우스             | 야쿱 시비에르촉   | 미첼 랑에락       |                 |               |                |
| 감바 오사카           | 레안드루 페레이라   | 파트릭                | 웰링톤 시우바        | 도안              | 권경원            | 주세종          |               |                |
| 세레소 오사카         | 브루누 멘지스       | 장 파트릭             | 마테이 요니치        | 애덤 타가트       | 김진현            | 당반럼          | 차오왓 위라찻 |                |
| 빗셀 고베             | 링콘                | 안드레스 이니에스타   | 보얀 크르키치        | 세르지 삼페르     |                   |                 |               |                |
| 산프레체 히로시마     | 더글라스 비에이라   | 에제키에우            | 주니오르 산투스      | 나심 벤 칼리파    |                   |                 |               |                |
| 사간 도스             | 지에구              | 치켈루바 오포에두     | 황석호               | 박일규            | 엄예훈            |                 |               |                |
| 아비스파 후쿠오카     | 루키안              | 더글라스 그롤리       | 후안마               | 조르디 크루       |                   |                 |               |                |
| 주빌로 이와타         | 히카르두 그라사     | 두두 파셰쿠           | 파비안 곤살레스      | 알렉세이 코셸레프 |                   |                 |               |                |

## 경기 라운드별 일정
| 월      | 리그 라운드                                         | 정규 일정                                           | 순연경기 일정                                                                   |
| ------- | --------------------------------------------------- | --------------------------------------------------- | ------------------------------------------------------------------------------- |
| 2월     | 제1R                                                | 2월 18~19일(금/토)                                  | -                                                                               |
| 2월     | 제2R                                                | 2월 26~27일(토/일)                                  | 4월 20일(수) 도쿄 v 나고야                                                      |
| 3월     | 제3R                                                | 3월 5~6일(토/일)                                    | -                                                                               |
| 3월     | 제4R                                                | 3월 11~13일(금/토/일)                               | -                                                                               |
| 3월     | 제5R                                                | 3월 18~20일(금/토/일)                               | -                                                                               |
| 3월     | 2022년 FIFA 월드컵 지역 예선과 A매치 주간           |                                                     |                                                                                 |
| 4월     | 제6R                                                | 4월 1~2일(금/토)                                    | -                                                                               |
| 4월     | 제7R                                                | 4월 5~6일(화/수)                                    | -                                                                               |
| 4월     | 제8R                                                | 4월 9~10일(토/일)                                   | -                                                                               |
| 4월     | 제9R                                                | 4월 16~17일(토/일)                                  | 2월 23일(수) 요코하마 v 가와사키 우라와 v 고베                                  |
| 4월     | 제10R                                               | 4월 28~29일(목/금)                                  | 3월 2일(수) 가와사키 v 우라와 요코하마 v 고베                                   |
| 5월     | 제11R                                               | 5월 3~4일(화/수)                                    | 5월 18일(수) 고베 v 가와사키 우라와 v 요코하마                                  |
| 5월     | 제12R                                               | 5월 6~8일(금/토/일)                                 | -                                                                               |
| 5월     | 제13R                                               | 5월 13~14일(금/토)                                  | -                                                                               |
| 5월     | 제14R                                               | 5월 21~22일(토/일)                                  | -                                                                               |
| 5월     | 제15R                                               | 5월 25일(수)                                        | 6월 29일(수) 감바 오사카 v 히로시마                                             |
| 5월     | 제16R                                               | 5월 28~29일(토/일)                                  | -                                                                               |
| 6월     | 2022년 FIFA 월드컵 대륙간 플레이오프와 A매치 주간   | 2022년 FIFA 월드컵 대륙간 플레이오프와 A매치 주간   | 2022년 FIFA 월드컵 대륙간 플레이오프와 A매치 주간                               |
| 6월     | 제17R                                               | 6월 18~19일(토/일)                                  | -                                                                               |
| 6월     | 제18R                                               | 6월 25~26일(토/일)                                  | -                                                                               |
| 7월     | 제19R                                               | 7월 2일(토)                                         | -                                                                               |
| 7월     | 제20R                                               | 7월 6일(수)                                         | 8월 31일(수) 가와사키 대 사간 도스                                              |
| 7월     | 제21R                                               | 7월 9~10일(토/일)                                   | -                                                                               |
| 7월     | 제22R                                               | 7월 16~17일(토/일)                                  | 9월 14일(수) 나고야 대 가와사키                                                 |
| 7월     | 동아시아 컵 2022                                    |                                                     |                                                                                 |
| 7월     | 제23R                                               | 7월 30~31일(토/일)                                  | -                                                                               |
| 8월     | 제24R                                               | 8월 6~7일(토/일)                                    | 8월 31일(수) 후쿠오카 v 감바 오사카                                             |
| 8월     | 제25R                                               | 8월 13~14일(토/일)                                  | 9월 7일(수) 요코하마 v 쇼난 10월 12일(수) 가와사키 v 교토, 도쿄 v 세레소 오사카 |
| 8월     | 제26R                                               | 8월 19~21일(금/토/일)                               | 9월 14일(수) 교토 v 요코하마 우라와 v 세레소 오사카 고베 v 도쿄                 |
| 8월     | 제27R                                               | 8월 26~27일(금/토)                                  | 10월 12일(수) 우라와 v 삿포로 고베 v 쇼난 요코하마 v 이와타                     |
| 9월     | 제28R                                               | 9월 2~4일(금/토/일)                                 | -                                                                               |
| 9월     | 제29R                                               | 9월 10~11일(토/일)                                  | -                                                                               |
| 9월     | 제30R                                               | 9월 17~18일(금/토/일)                               | -                                                                               |
| 9월     | 국가대표팀 A매치 주간                               |                                                     |                                                                                 |
| 10월    | 제31R                                               | 10월 1~2일(토/일)                                   | 10월 22일(토) 시미즈 v 이와타                                                   |
| 10월    | 제32R                                               | 10월 8~9일(토/일)                                   | -                                                                               |
| 10월    | 일왕배 2022 결승전(10월 16일)                       |                                                     |                                                                                 |
| 10월    | 르방컵(리그컵) 2022 결승전(10월 23일)               |                                                     |                                                                                 |
| 10월    | 제33R                                               | 10월 29일(토)                                       | 전경기 동시실시                                                                 |
| 11월    | 제34R                                               | 11월 5일(토)                                        | 전경기 동시실시                                                                 |
| 11월    | J1-J2 승강PO                                        | 11월 13일(일)                                       | 단판경기                                                                        |
| 11~12월 | 2022년 FIFA 월드컵 본선(2022년 11월 21일~12월 18일) | 2022년 FIFA 월드컵 본선(2022년 11월 21일~12월 18일) | 2022년 FIFA 월드컵 본선(2022년 11월 21일~12월 18일)                             |

## 리그 순위
| 대회       | J1리그               | J리그컵 (YBC 르방컵) | 슈퍼컵          | 천황배         |
| ---------- | -------------------- | -------------------- | --------------- | -------------- |
| 우승팀     | 요코하마 F. 마리노스 | 산프레체 히로시마    | 우라와 레즈     | 방포레 고후    |
| 우승확정일 | 2022년 11월 5일      | 2022년 10월 22일     | 2022년 2월 12일 | 2022년 10월 16 |

### 통합 순위
| 순위 | 팀                       | 경기 | 승 | 무 | 패 | 득 | 실 | 차  | 승점 | 참가 자격 및 강등                     |
| ---- | ------------------------ | ---- | -- | -- | -- | -- | -- | --- | ---- | ------------------------------------- |
| 1    | 요코하마 F. 마리노스 (C) | 34   | 20 | 8  | 6  | 70 | 35 | +35 | 68   | 2023-24년 AFC 챔피언스리그 조별 리그  |
| 2    | 가와사키 프론탈레        | 34   | 20 | 6  | 8  | 65 | 42 | +23 | 66   | 2023-24년 AFC 챔피언스리그 조별 리그  |
| 3    | 산프레체 히로시마        | 34   | 15 | 10 | 9  | 52 | 41 | +11 | 55   |                                       |
| 4    | 가시마 앤틀러스          | 34   | 13 | 13 | 8  | 47 | 42 | +5  | 52   |                                       |
| 5    | 세레소 오사카            | 34   | 13 | 12 | 9  | 46 | 40 | +6  | 51   |                                       |
| 6    | FC 도쿄                  | 34   | 14 | 7  | 13 | 46 | 43 | +3  | 49   |                                       |
| 7    | 가시와 레이솔            | 34   | 13 | 8  | 13 | 43 | 44 | −1  | 47   |                                       |
| 8    | 나고야 그램퍼스          | 34   | 11 | 13 | 10 | 30 | 35 | −5  | 46   |                                       |
| 9    | 우라와 레드 다이아몬즈   | 34   | 10 | 15 | 9  | 48 | 39 | +9  | 45   | 2023-24년 AFC 챔피언스리그 플레이오프 |
| 10   | 홋카이도 콘사도레 삿포로 | 34   | 11 | 12 | 11 | 45 | 55 | −10 | 45   |                                       |
| 11   | 사간 도스                | 34   | 9  | 15 | 10 | 45 | 44 | +1  | 42   |                                       |
| 12   | 쇼난 벨마레              | 34   | 10 | 11 | 13 | 31 | 39 | −8  | 41   |                                       |
| 13   | 비셀 고베                | 34   | 11 | 7  | 16 | 35 | 41 | −6  | 40   |                                       |
| 14   | 아비스파 후쿠오카        | 34   | 9  | 11 | 14 | 29 | 38 | −9  | 38   |                                       |
| 15   | 감바 오사카              | 34   | 9  | 10 | 15 | 33 | 44 | −11 | 37   |                                       |
| 16   | 교토 상가 (O)            | 34   | 8  | 12 | 14 | 30 | 38 | −8  | 36   | J1-J2리그 승강 플레이오프 진출        |
| 17   | 시미즈 S-펄스 (R)        | 34   | 7  | 12 | 15 | 44 | 54 | −10 | 33   | J2리그로 강등                         |
| 18   | 주빌로 이와타 (R)        | 34   | 6  | 12 | 16 | 32 | 57 | −25 | 30   | J2리그로 강등                         |

- 제2라운드 중, FC 도쿄 대 나고야 그램퍼스 경기는 FC 도쿄 선수단 상당수가 코로나-19에 집단감염되어서 4월 20일로 연기되었다.
- 제9라운드 중, 요코하마 대 가와사키, 우라와 대 고베 경기는 4팀들이 2022년 4월에 2022년 AFC 챔피언스리그 본선 조별리그 참가 관계로 2월 23일로 앞당겨져 시행되었다.
- 제10라운드 중, 가와사키 대 우라와, 요코하마 대 고베 경기는 4팀들이 2022년 4월에 2022년 AFC 챔피언스리그 본선 조별리그 참가 관계로 3월 2일로 앞당겨져 시행될 것이다.
- 제11라운드 중, 고베 대 가와사키, 우라와 대 요코하마 경기는 4팀들이 2022년 4월에 2022년 AFC 챔피언스리그 본선 조별리그 참가 관계로 5월 18일로 연기되었다.
- 제15라운드 중, 감바 오사카 대 산프레체 히로시마 경기는 원정팀 히로시마 선수단 상당수가 코로나-19에 감염되어서 6월 29일로 연기되었다.
- 제20라운드 중, 가와사키 대 도스 경기는 원정팀 사간 도스의 선수단 다수와 코치진이 코로나-19에 집단감염되어서 8월 31일로 연기되었다.
- 제22라운드 중, 나고야 대 가와사키 경기는 양쪽팀의 선수단 다수와 코치진이 코로나-19에 집단감염되어서 9월 14일로 연기되었다.
- 제24라운드 중, 아비스파 후쿠오카 대 감바 오사카 경기는 홈팀 아비스파 후쿠오카 선수단 다수와 코치진이 코로나-19에 집단감염되어서 무기한 연기되었다.
- 제25라운드 중, 요코하마 대 쇼난(9월 7일로 연기), 가와사키 대 교토 경기와 도쿄 대 세레소 오사카 경기들)2경기 10월 12일로 연기)은 8월 13일 도쿄 수도권에 태풍 통과 예보 때문에 연기되었다.
- 제26라운드 중, 교토 대 요코하마, 우라와 대 세레소 오사카, 고베 대 도쿄 경기들은 고베, 요코하마, 우라와 3팀들이 2022년 8월에 2022년 AFC 챔피언스리그 결선 토너먼트(16강~준결승) 참가 관계로 9월 14일로 연기되었다.
- 제27라운드 중, 우라와 대 삿포로, 고베 대 쇼난, 요코하마 대 이와타 경기들은 고베, 요코하마, 우라와 3팀들이 2022년 8월에 2022년 AFC 챔피언스리그 결선 토너먼트(16강~준결승) 참가 관계로 10월 12일로 연기되었다.
- 제31라운드 중, 시미즈 대 이와타 경기는 모종의 이유로 10월 22일로 연기되었다.

### 라운드 별 순위
선두 & AFC 챔피언스리그 2020 조별 리그

  AFC 챔피언스리그 2020 조별 리그

  AFC 챔피언스리그 2020 플레이오프

  승강 플레이오프에 진출

  J2리그 2020으로 강등
| 팀 / 라운드              | 1  | 2  | 3  | 4  | 5  | 6  | 7  | 8  | 9  | 10 | 11 | 12 | 13 | 14 | 15 | 16 | 17 | 18 | 19 | 20 | 21 | 22 | 23 | 24 | 25 | 26 | 27 | 28 | 29 | 30 | 31 | 32 | 33 | 34 |
| 팀 / 라운드              |    |    |    |    |    |    |    |    |    |    |    |    |    |    |    |    |    |    |    |    |    |    |    |    |    |    |    |    |    |    |    |    |    |    |
| ------------------------ | -- | -- | -- | -- | -- | -- | -- | -- | -- | -- | -- | -- | -- | -- | -- | -- | -- | -- | -- | -- | -- | -- | -- | -- | -- | -- | -- | -- | -- | -- | -- | -- | -- | -- |
| 요코하마 F. 마리노스     | 6  | 5  | 1  | 2  | 2  | 2  | 4  | 2  | 1  | 2  | 3  | 3  | 3  | 3  | 3  | 1  | 1  | 1  | 1  | 1  | 1  | 1  | 1  | 1  | 1  | 1  | 1  | 2  | 1  | 1  | 1  | 1  | 1  | 1  |
| 가와사키 프론탈레        | 4  | 2  | 2  | 1  | 1  | 1  | 2  | 1  | 6  | 1  | 1  | 2  | 2  | 1  | 2  | 3  | 3  | 3  | 3  | 1  | 3  | 2  | 5  | 4  | 2  | 4  | 3  | 3  | 2  | 2  | 2  | 2  | 2  | 2  |
| 산프레체 히로시마        | 12 | 12 | 11 | 16 | 17 | 13 | 10 | 8  | 8  | 8  | 10 | 7  | 6  | 4  | 4  | 7  | 5  | 4  | 4  | 4  | 4  | 6  | 6  | 6  | 5  | 2  | 2  | 1  | 3  | 3  | 3  | 3  | 3  | 3  |
| 가시마 앤틀러스          | 1  | 7  | 4  | 4  | 3  | 3  | 1  | 3  | 2  | 1  | 1  | 1  | 1  | 2  | 1  | 2  | 2  | 2  | 2  | 2  | 2  | 2  | 2  | 5  | 2  | 3  | 4  | 4  | 4  | 5  | 5  | 5  | 5  | 4  |
| 세레소 오사카            | 6  | 9  | 17 | 8  | 8  | 5  | 7  | 6  | 7  | 9  | 9  | 8  | 8  | 7  | 5  | 5  | 6  | 7  | 5  | 5  | 6  | 5  | 4  | 3  | 4  | 4  | 6  | 6  | 5  | 4  | 4  | 4  | 4  | 5  |
| FC 도쿄                  | 14 | 6  | 15 | 6  | 5  | 6  | 5  | 5  | 6  | 4  | 5  | 6  | 7  | 9  | 6  | 6  | 7  | 8  | 8  | 7  | 7  | 7  | 7  | 7  | 5  | 8  | 7  | 8  | 8  | 7  | 6  | 7  | 6  | 6  |
| 가시와 레이솔            | 2  | 1  | 3  | 3  | 4  | 4  | 3  | 4  | 4  | 5  | 3  | 4  | 4  | 5  | 4  | 4  | 4  | 5  | 6  | 6  | 5  | 4  | 3  | 2  | 3  | 5  | 5  | 5  | 6  | 6  | 7  | 6  | 7  | 7  |
| 나고야 그램퍼스          | 2  | 12 | 6  | 11 | 10 | 14 | 12 | 13 | 13 | 15 | 14 | 15 | 13 | 13 | 9  | 10 | 10 | 11 | 12 | 9  | 11 | 10 | 12 | 10 | 10 | 10 | 10 | 10 | 10 | 10 | 10 | 10 | 9  | 8  |
| 우라와 레드 다이아몬드   | 14 | 16 | 7  | 13 | 6  | 7  | 8  | 10 | 14 | 17 | 15 | 14 | 16 | 14 | 15 | 14 | 13 | 10 | 11 | 11 | 9  | 8  | 8  | 9  | 7  | 9  | 8  | 9  | 9  | 9  | 9  | 8  | 8  | 9  |
| 홋카이도 콘사돌레 삿포로 | 8  | 10 | 12 | 12 | 11 | 12 | 16 | 12 | 12 | 10 | 11 | 9  | 11 | 8  | 10 | 11 | 11 | 9  | 10 | 14 | 14 | 14 | 14 | 11 | 11 | 12 | 12 | 12 | 11 | 11 | 11 | 11 | 10 | 10 |
| 사간 도스                | 12 | 11 | 13 | 5  | 7  | 8  | 6  | 9  | 9  | 6  | 6  | 5  | 5  | 6  | 8  | 8  | 8  | 6  | 7  | 8  | 8  | 9  | 9  | 8  | 9  | 7  | 8  | 7  | 7  | 8  | 8  | 9  | 11 | 11 |
| 쇼난 벨마레              | 17 | 17 | 18 | 18 | 18 | 18 | 18 | 18 | 17 | 17 | 17 | 17 | 18 | 17 | 17 | 17 | 17 | 15 | 15 | 13 | 13 | 12 | 13 | 14 | 14 | 15 | 13 | 14 | 14 | 15 | 15 | 13 | 13 | 12 |
| 비셀 고베                | 17 | 14 | 16 | 17 | 16 | 17 | 17 | 17 | 15 | 14 | 17 | 18 | 17 | 18 | 18 | 18 | 18 | 18 | 18 | 17 | 16 | 15 | 17 | 18 | 16 | 16 | 10 | 17 | 17 | 13 | 12 | 12 | 12 | 13 |
| 아비스파 후쿠오카        | 8  | 13 | 14 | 15 | 9  | 11 | 13 | 14 | 14 | 11 | 8  | 11 | 12 | 10 | 11 | 12 | 12 | 13 | 14 | 12 | 10 | 10 | 10 | 12 | 13 | 13 | 12 | 15 | 16 | 14 | 16 | 15 | 14 | 14 |
| 감바 오사카              | 16 | 8  | 8  | 9  | 13 | 9  | 9  | 11 | 11 | 14 | 13 | 12 | 10 | 12 | 12 | 13 | 15 | 16 | 13 | 15 | 15 | 16 | 15 | 13 | 17 | 17 | 16 | 16 | 15 | 17 | 17 | 16 | 15 | 15 |
| 교토 상가                | 4  | 4  | 10 | 10 | 15 | 10 | 11 | 7  | 5  | 7  | 7  | 10 | 9  | 11 | 13 | 9  | 9  | 12 | 9  | 10 | 12 | 11 | 11 | 13 | 14 | 13 | 14 | 13 | 13 | 16 | 13 | 14 | 16 | 16 |
| 시미즈 에스펄스          | 8  | 3  | 9  | 14 | 14 | 16 | 15 | 16 | 16 | 16 | 12 | 13 | 15 | 16 | 16 | 16 | 16 | 17 | 17 | 18 | 17 | 17 | 18 | 15 | 12 | 11 | 11 | 11 | 12 | 12 | 16 | 17 | 17 | 17 |
| 주빌로 이와타            | 8  | 15 | 5  | 7  | 12 | 15 | 14 | 15 | 15 | 12 | 15 | 16 | 14 | 15 | 14 | 15 | 14 | 14 | 16 | 16 | 18 | 18 | 16 | 17 | 18 | 18 | 18 | 18 | 18 | 18 | 18 | 18 | 18 | 18 |

마지막 업데이트: 2022년 11월 5일
출처: 메이지 야스다 J1리그
- 제2라운드 중, FC 도쿄 대 나고야 그램퍼스 경기는 FC 도쿄 선수단 상당수가 코로나-19에 집단감염되어서 4월 20일로 연기되었다.
- 제9라운드 중, 요코하마 대 가와사키, 우라와 대 고베 경기는 4팀들이 2022년 4월에 2022년 AFC 챔피언스리그 본선 조별리그 참가 관계로 2월 23일로 앞당겨져 시행되었다.
- 제10라운드 중, 가와사키 대 우라와, 요코하마 대 고베 경기는 4팀들이 2022년 4월에 2022년 AFC 챔피언스리그 본선 조별리그 참가 관계로 3월 2일로 앞당겨져 시행될 것이다.
- 제11라운드 중, 고베 대 가와사키, 우라와 대 요코하마 경기는 4팀들이 2022년 4월에 2022년 AFC 챔피언스리그 본선 조별리그 참가 관계로 5월 18일로 연기되었다.
- 제15라운드 중, 감바 오사카 대 산프레체 히로시마 경기는 원정팀 히로시마 선수단 상당수가 코로나-19에 감염되어서 6월 29일로 연기되었다.
- 제20라운드 중, 가와사키 대 도스 경기는 원정팀 사간 도스의 선수단 다수와 코치진이 코로나-19에 집단감염되어서 8월 31일로 연기되었다.
- 제22라운드 중, 나고야 대 가와사키 경기는 양쪽팀의 선수단 다수와 코치진이 코로나-19에 집단감염되어서 9월 14일로 연기되었다.
- 제24라운드 중, 아비스파 후쿠오카 대 감바 오사카 경기는 홈팀 아비스파 후쿠오카 선수단 다수와 코치진이 코로나-19에 집단감염되어서 무기한 연기되었다.
- 제25라운드 중, 요코하마 대 쇼난(9월 7일로 연기), 가와사키 대 교토 경기와 도쿄 대 세레소 오사카 경기들)2경기 10월 12일로 연기)은 8월 13일 도쿄 수도권에 태풍 통과 예보 때문에 연기되었다.
- 제26라운드 중, 교토 대 요코하마, 우라와 대 세레소 오사카, 고베 대 도쿄 경기들은 고베, 요코하마, 우라와 3팀들이 2022년 8월에 2022년 AFC 챔피언스리그 결선 토너먼트(16강~준결승) 참가 관계로 9월 14일로 연기되었다.
- 제27라운드 중, 우라와 대 삿포로, 고베 대 쇼난, 요코하마 대 이와타 경기들은 고베, 요코하마, 우라와 3팀들이 2022년 8월에 2022년 AFC 챔피언스리그 결선 토너먼트(16강~준결승) 참가 관계로 10월 12일로 연기되었다.
- 제31라운드 중, 시미즈 대 이와타 경기는 모종의 이유로 10월 22일로 연기되었다.

## 리그 결과
| 홈 \ 어웨이            | ANT | AVI | BEL | CER | CON | FMA | FRO | GAM | GRA | JBI | KSA | RED | REY | SAG | SFR | SSP | TOK | VIS |
| ---------------------- | --- | --- | --- | --- | --- | --- | --- | --- | --- | --- | --- | --- | --- | --- | --- | --- | --- | --- |
| 가시마 앤틀러스        | —   | 2–0 | 2–1 | 3–3 | 4–1 | 0–3 | 0–2 | 0-0 | 0–0 | 3–1 | 1–0 | 2–2 | 1–0 | 4–4 | 0–2 | 2–1 | 0–1 | 1–1 |
| 아비스파 후쿠오카      | 0–1 | —   | 0–0 | 0–0 | 0–0 | 1–0 | 1–4 | 0–1 | 2–3 | 1–1 | 1–0 | 0–0 | 2-1 | 0–0 | 1–3 | 3–2 | 5–1 | 0–1 |
| 쇼난 벨마레            | 1–1 | 0–0 | —   | 0–2 | 1–5 | 1–4 | 2–1 | 1–0 | 0–0 | 0–0 | 1–1 | 0–0 | 0–2 | 3-0 | 0–1 | 1–4 | 2–0 | 2-1 |
| 세레소 오사카          | 0–3 | 2–0 | 1–1 | —   | 2–2 | 2–2 | 2–1 | 3–1 | 0-1 | 2–1 | 1–1 | 2–0 | 0–1 | 2–1 | 0–3 | 1–1 | 0–1 | 3–0 |
| 콘사도레 삿포로        | 0–0 | 1–2 | 1–0 | 2–1 | —   | 1–1 | 4–3 | 1–0 | 2–2 | 4–0 | 1–0 | 1–1 | 1–6 | 1–2 | 1–1 | 4-3 | 0–0 | 0–2 |
| 요코하마 F. 마리노스   | 2–0 | 1–0 | 3–0 | 2–2 | 0–0 | —   | 4–2 | 0–2 | 2–1 | 0-1 | 2–0 | 4-1 | 4–0 | 0–0 | 3–0 | 2–0 | 2–1 | 2–0 |
| 가와사키 프론탈레      | 2–1 | 2–0 | 0–4 | 1–4 | 5-2 | 2–1 | —   | 4–0 | 1–0 | 1–1 | 3-1 | 2–1 | 1–0 | 4–0 | 4–0 | 3–2 | 1–0 | 2-1 |
| 감바 오사카            | 1–3 | 2–3 | 0–1 | 1–2 | 0–0 | 1–2 | 2–2 | —   | 3–1 | 2-0 | 1–1 | 1–1 | 0–0 | 0–3 | 2–0 | 0–2 | 0–0 | 2–0 |
| 나고야 그램퍼스        | 1–1 | 1–0 | 2–1 | 1–0 | 0–2 | 0–4 | 1–1 | 0–2 | —   | 1–0 | 1–1 | 3–0 | 1–1 | 1–1 | 0–0 | 0–2 | 2-1 | 2–0 |
| 주빌로 이와타          | 3–3 | 0–1 | 1–0 | 2–2 | 1–2 | 0–2 | 1–1 | 1–1 | 2–1 | —   | 0-0 | 0–6 | 2–2 | 3–1 | 2–2 | 1–2 | 2–1 | 0–1 |
| 교토 상가              | 1–1 | 0–1 | 0–1 | 0-0 | 2–1 | 1–2 | 1–0 | 1–1 | 1–1 | 1–4 | —   | 1–0 | 1–2 | 3–1 | 1–1 | 0–0 | 0–1 | 2–0 |
| 우라와 레드 다이아몬즈 | 1–1 | 1-1 | 2–0 | 0–1 | 1-1 | 3–3 | 3–1 | 0–1 | 3–0 | 4–1 | 2–2 | —   | 4–1 | 2–1 | 0–0 | 1–1 | 3–0 | 2–2 |
| 가시와 레이솔          | 1–2 | 1–0 | 1-2 | 0–0 | 1–0 | 3–1 | 1–1 | 0–1 | 0–1 | 2–0 | 0–2 | 0–0 | —   | 1–4 | 2–3 | 3–1 | 3–6 | 3–1 |
| 사간 도스              | 1–1 | 1–1 | 1–1 | 1–1 | 5–0 | 2–2 | 0–0 | 2–1 | 0–0 | 2–0 | 0–1 | 1–0 | 0–1 | —   | 2-2 | 0–0 | 5–0 | 0–2 |
| 산프레체 히로시마      | 3–0 | 1–0 | 1–1 | 2–1 | 1-2 | 2–0 | 0–2 | 5–2 | 1–0 | 3–0 | 3–1 | 4–1 | 1–2 | 0–0 | —   | 2–0 | 1–2 | 1–1 |
| 시미즈 S-펄스          | 0-1 | 3–1 | 1–1 | 1–3 | 1–1 | 3–5 | 0–2 | 1–1 | 1–2 | 1-1 | 1–0 | 1–2 | 1–1 | 3–3 | 2–2 | —   | 0–3 | 0–0 |
| FC 도쿄                | 3–1 | 2–2 | 0–2 | 4-0 | 3–0 | 2–2 | 2-3 | 2–0 | 0–0 | 2–0 | 2–0 | 0–0 | 0-0 | 0–1 | 2–1 | 0–2 | —   | 3–1 |
| 비셀 고베              | 0–2 | 0–0 | 1-0 | 0–1 | 4–1 | 1-3 | 0–1 | 2–1 | 0–0 | 0–0 | 1–3 | 0–1 | 0–1 | 4–0 | 4–0 | 2–1 | 2–1 | —   |

## 승강 플레이오프
J1리그 16위팀과 J2리그 승격 플레이오프(J2리그 3~6위팀 4팀이 경쟁한다.) 최종승자가 승강 플레이오프를 J1리그 16위팀 홈에서 단판경기로 치러서 이긴 팀이 J1리그로 승격 또는 잔류하고 진 팀이 J2리그로 강등되거나 또는 잔류한다. J1-J2리그 승강플레이오프 규칙상 각 경기마다 90분 동안 진행하고, 90분이 경과하면 승자가 J1리그에 잔류하거나 승격한다. 90분 종료 후에 동점으로 끝나면 상위 리그팀이 J1리그에 잔류한다.
| 팀 1             | 결과  | 팀 2                   |
| ---------------- | ----- | ---------------------- |
| 교토 상가(J1-16) | 1 - 1 | (J2-PW)로아소 구마모토 |

#### J1-2리그 승강 플레이오프
| 교토 상가 (J1리그 16위) | 1 - 1 | 로아소 구마모토 (J2리그 승격PO 승자[4위]) |
| ----------------------- | ----- | ----------------------------------------- |
| 도요카와 유타 39′       |       | 68′ 오사무 헨리 이요하                    |

무승부시 교토 상가가 J1리그 팀이어서 상부리그 우세 규칙으로 J1리그에 잔류하였다.

## 같이 보기
- J2리그 2022
- J3리그 2022